# Pierre-Paul Riquet
Pour son fils, le lieutenant-général, voir Pierre-Paul Riquet (militaire). Pour les autres homonymes, voir Riquet.
Pierre-Paul Riquet, seigneur de Bonrepos, né en 1609 à Béziers dans la province de Languedoc (aujourd'hui Occitanie) et mort le 1er octobre 1680 à Toulouse, est un fermier général des gabelles et entrepreneur français qui a conçu et réalisé le canal du Midi dans le Sud de la France entre la Garonne et la mer Méditerranée.

## Biographie
Pierre-Paul Riquet naît à Béziers, en 1609 (peut-être le 29 juin, jour de la fête des saints Pierre et Paul, ce qui justifierait le choix de son prénom, et l'année de 1609 est déduite de son acte de décès qui mentionne qu'il est mort à 71 ans, ainsi que d'une lettre à Colbert du 18 mars 1679 où il dit qu'il est dans sa septantième année), dans une famille de notables et de commerçants. Son père, Guillaume Riquet, est un notaire et homme d'affaires qui a fait partie du « Conseil des Trente » de Béziers.
Selon la tradition familiale, il aurait fait ses études au Collège jésuite de Béziers (l'actuel lycée Henri-IV).
Il se marie avec Catherine de Milhau vers 1637 qui lui donne sept enfants dont cinq parviennent à l'âge adulte (deux garçons et trois filles),. Il mène une carrière prospère comme gabelou dans l'administration des gabelles, la perception de l'impôt sur le sel (grenetier au grenier à sel de Mirepoix de 1639 à 1641, receveur du même grenier à sel en 1645, sous-fermier des gabelles de Mirepoix et Castres en 1647 puis fermier des gabelles de Languedoc en 1661). Il s'enrichit notablement comme entrepreneur du transport du sel entre les entrepôts de Narbonne et les greniers à sel du Haut-Languedoc. En 1652, il achète la seigneurie de Bonrepos près de Verfeil au nord-est de Toulouse et fait construire un château Renaissance à la place de l'ancien fort communal.
Comme son père, il est pendant de nombreuses années banquier privé, petit puis gros prêteur, puis, aspirant à l'anoblissement, se lance dans un grand projet, la construction du canal du Midi. La légende veut que son père, Francois-Guillaume Riquet, se soit opposé au début du siècle à la construction d'un canal reliant l'Atlantique à la Méditerranée. Le projet de Bernard Arribat, comme tant d'autres, ne parvenait pas à résoudre le problème de l'approvisionnement en eau du canal.
Pierre-Paul Riquet passe cet écueil grâce à sa connaissance de la montagne Noire environnante. Son projet a quelques similitudes avec celui de Thomas de Scorbiac, conseiller à la Chambre de l’Édit de Castres dont le père et le grand-père en auraient déjà fait la proposition,. Il connait un point de partage — le seuil de Naurouze — déjà identifié par ses prédécesseurs, de part et d'autre duquel les cours d'eau s'écoulent soit vers l’océan Atlantique, soit vers la mer Méditerranée. Riquet y positionne le point culminant du canal, à 48 mètres au-dessus du niveau de la Garonne.
Le 15 novembre 1662, Pierre-Paul Riquet propose son projet à Colbert à la demande de l'archevêque de Toulouse, Charles-François d'Anglure de Bourlemont. Il avance des arguments économiques (enrichir le Languedoc, notamment en développant le commerce du blé) et politiques (canal suffisamment large pour faire passer les galères du roi en évitant de passer par Gibraltar, évitant ainsi l'Espagne et les Barbaresques). Quelques mois plus tard, le ministre, d'une part, et les Etats de Languedoc, d'autre part, nomment des commissaires chargés d'étudier la faisabilité de l'ouvrage. Après qu'une rigole d'essai entre le torrent de l'Alzeau, sur le versant méridional de la Montagne Noire, et le seuil de Naurouze a été réalisée avec succès, une première tranche des travaux est confiée par Colbert à Riquet (édit royal d'octobre 1666 qui décrète le début des travaux au 1er janvier 1667). Pierre-Paul Riquet est dès lors anobli par lettre de relief de dérogeance du 20 novembre 1666 puis maintenu noble en 1670.
Durant toute la durée des travaux, et profitant de sa fonction de fermier général des Gabelles de Languedoc et Roussillon, Riquet investira sur ses fonds propres deux millions de livres, sur un projet estimé entre 17 et 18 millions de livres de l’époque et qui constitue le deuxième chantier du royaume après celui du château de Versailles. En contrepartie, il reçoit les droits de péage du canal et bénéficie des retombées des échanges commerciaux, ce qui ne l'empêche pas d'être fortement endetté (en raison des retards de paiement de Colbert, les finances de l'État en guerre étant au plus bas), à tel point qu'à sa mort ses héritiers devront vendre la moitié de leurs parts du canal.
Lorsque son ouvrage est mis en doute, Riquet fait preuve d'une étonnante ténacité, allant jusqu'à employer la ruse. Ainsi, il n’hésite pas à faire percer en secret une galerie de démonstration pour prouver la faisabilité de l'improbable tunnel de Malpas près de Béziers.
L'audace de Pierre-Paul Riquet n'est pas seulement technique, il s'entoure d'hommes compétents comme Jean Gasse de Contigny, Dominique Gillade et François Andréossy, son cartographe et dessinateur technique. Il est aussi le premier à proposer la mensualisation des salaires et une mini sécurité sociale pour ses ouvriers afin de les fidéliser,. Il veut que le salaire, de journalier, devienne mensuel, « sans en déduire dimanche, jours de fête et jours de pluie ». Les malades « seront payés le temps de leur maladie ». Il soupçonne que les évêques vont lui demander de prendre aussi des ouvriers dans les diocèses autres que ceux où se construit le canal, et, d’avance, il souscrit à cette action. Ces hommes seront également logés. Le recrutement s’élargit et ce sont dix mille personnes qui à certains moments vont travailler au terrassement de l’ouvrage. En revanche, Riquet recherche les conditions du meilleur rendement possible. On le comprend quand on sait qu’il va lui-même sacrifier tout son avoir à la réalisation de son projet. Les ouvriers doivent « être propres au travail, non atteint de quelque incommodité qui les rendent inutiles ». Ils devront avoir plus de vingt ans et moins de cinquante. Le matériel de travail qui leur sera remis au moment de l’embauche devra être bien entretenu par eux.
Il propose également un projet de construction d'un canal de la Loire au château de Versailles pour alimenter le parc de Versailles, gros consommateur d'eau. Il obtient une oreille favorable de Louis XIV, mais l'abbé Picard, chargé par Colbert de vérifier la viabilité du projet démontre grâce à son nouveau niveau à lunette l'impossibilité du projet : la Loire est plus basse que le domaine de Versailles, contrairement à ce que pense Riquet.
Atteint de goutte et souvent victime d'accès de fièvres quartes caractéristiques d'un paludisme dégénérant, Riquet associe à la construction du canal son fils ainé, Jean-Mathias, qui est souvent son intermédiaire auprès de Colbert. Pierre-Paul Riquet meurt à Toulouse le 1er octobre 1680, dans son hôtel de Frascati, avant la fin des travaux du canal du Midi. Ses deux fils achèvent l'ouvrage (Jean-Mathias en prenant la direction), inauguré un an plus tard, en 1681,.
Pierre-Paul Riquet est inhumé dans la cathédrale Saint-Étienne de Toulouse dans un caveau voûté accessible sous une dalle au sol aux inscriptions difficilement lisibles. Une plaque commémorative sur le pilier rappelle néanmoins sa présence.

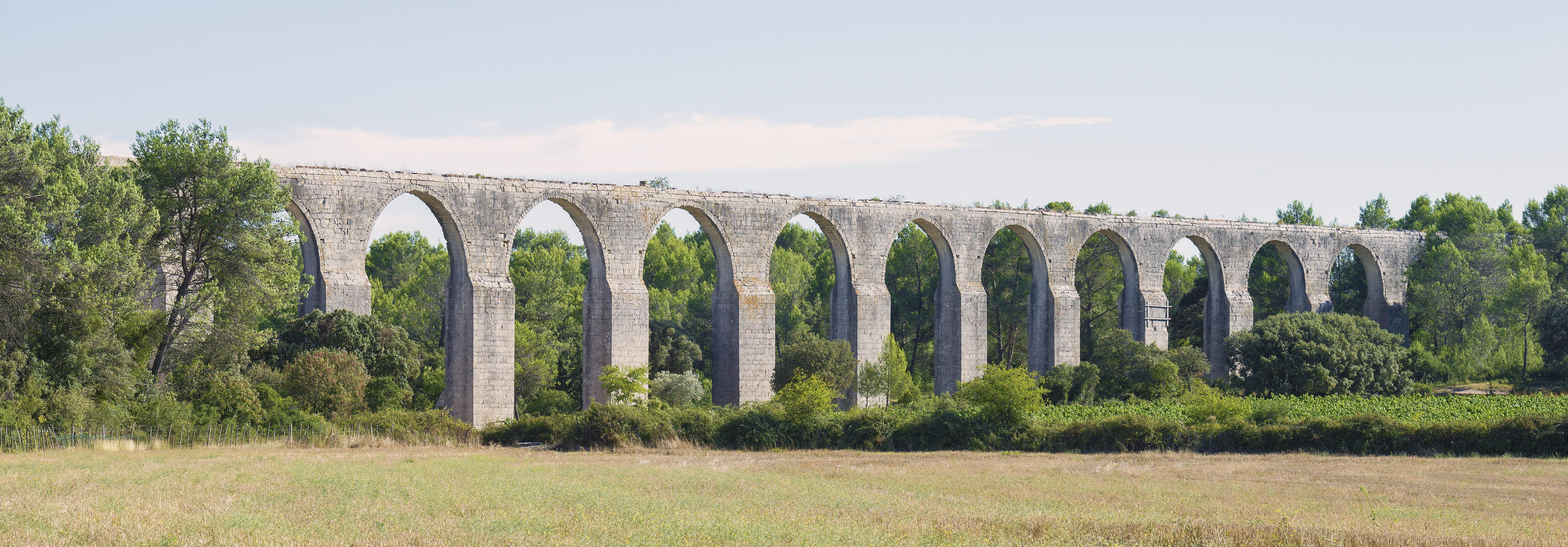
L'aqueduc de Castries, une de ses réalisations.
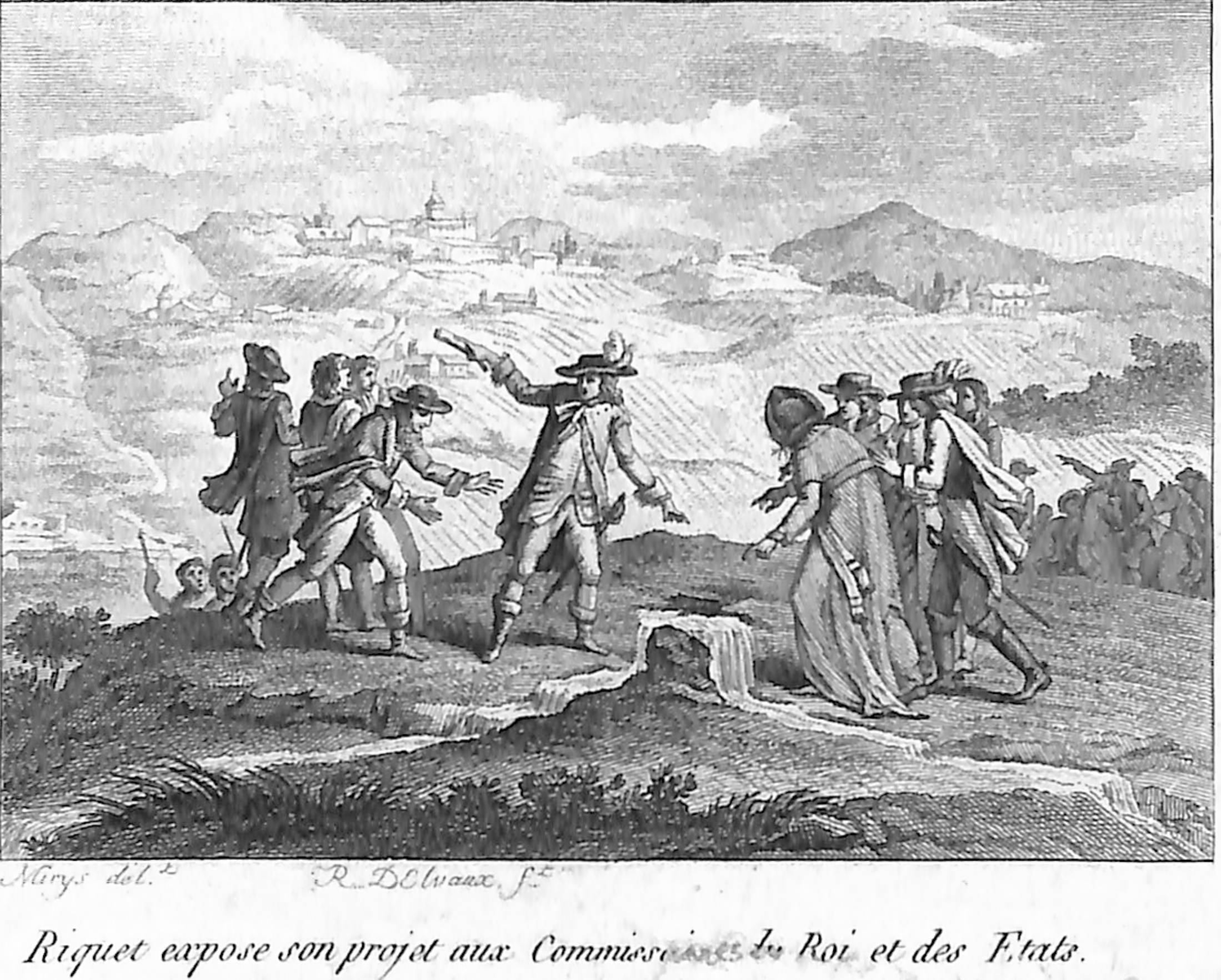
Pierre-Paul Riquet expose son projet aux commissaires du Roi et des États.
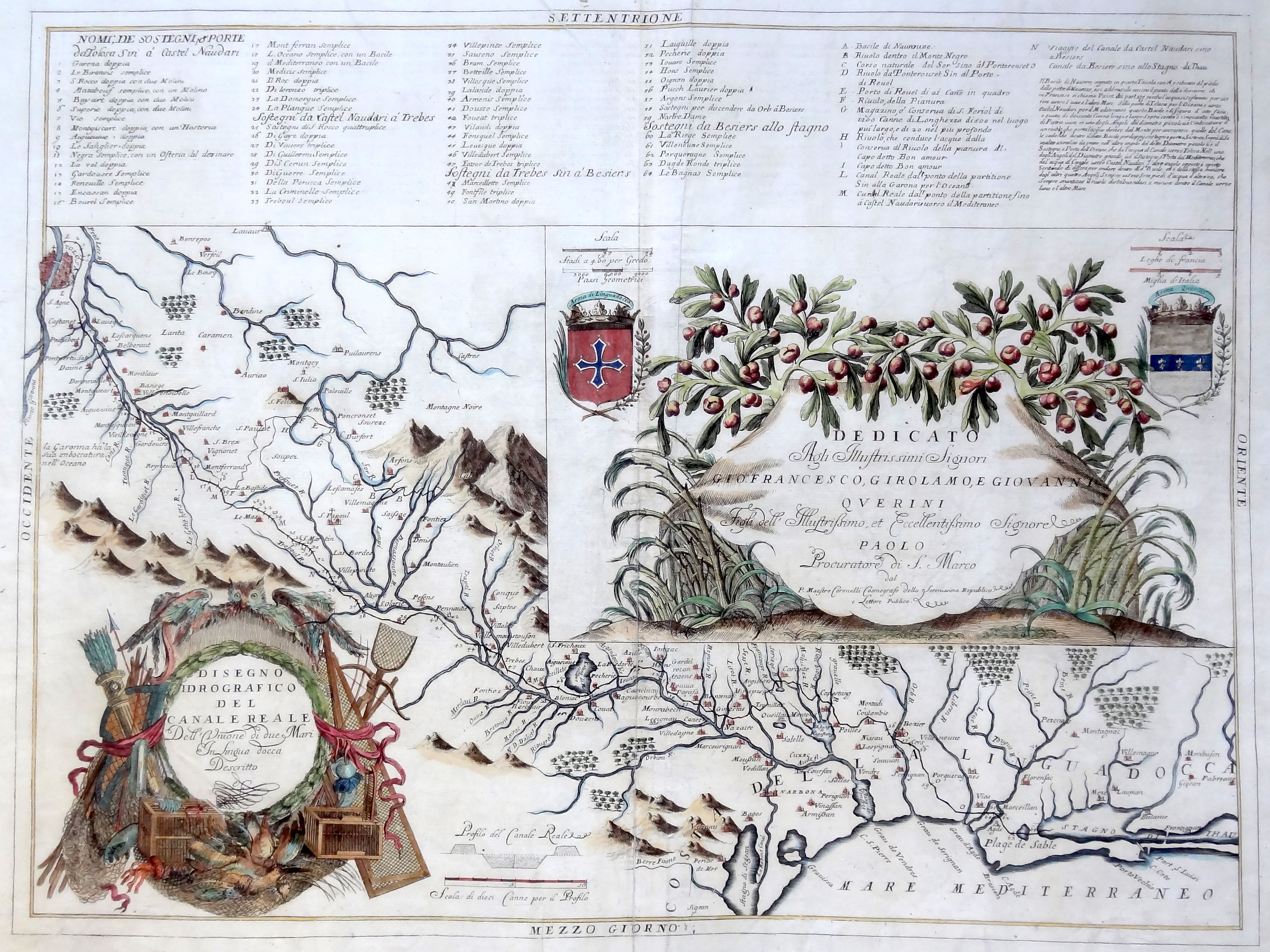
Disegno Idrografico del canale reale - carte du canal du Midi par Coronelli en 1690.
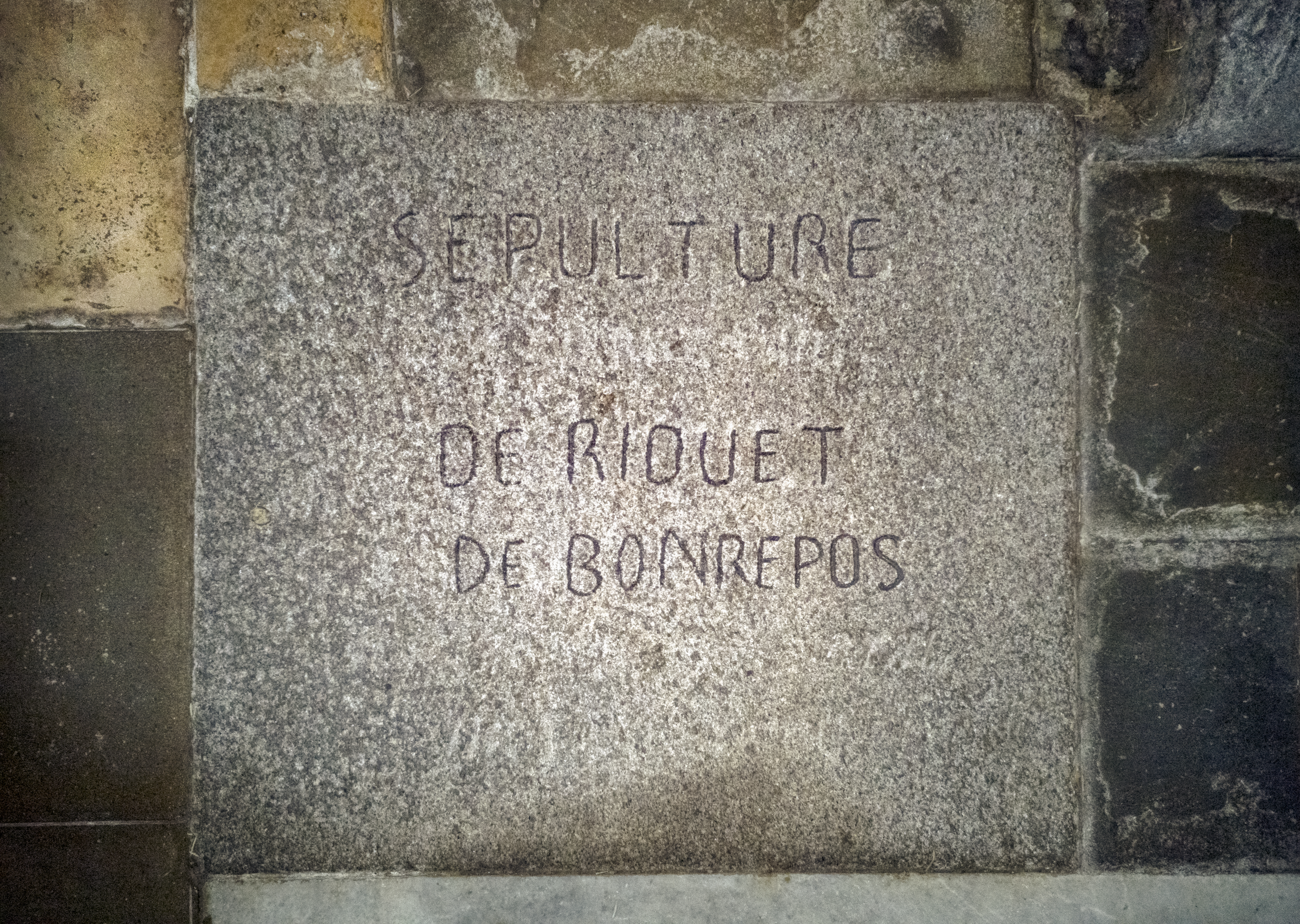
Entrée scellée de la crypte Pierre-Paul Riquet cathédrale Saint-Étienne de Toulouse.
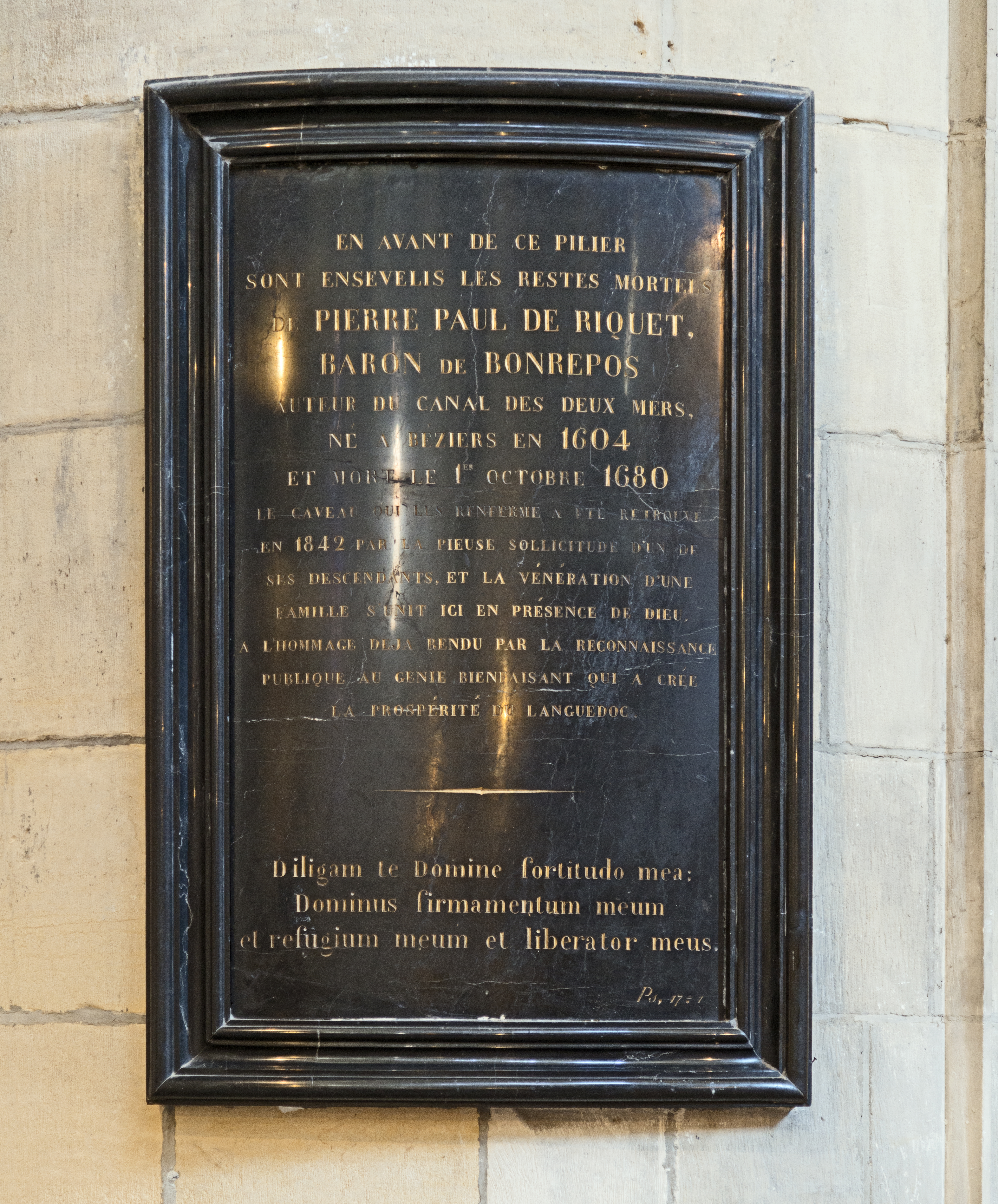
Stèle dans la cathédrale Saint-Étienne de Toulouse.
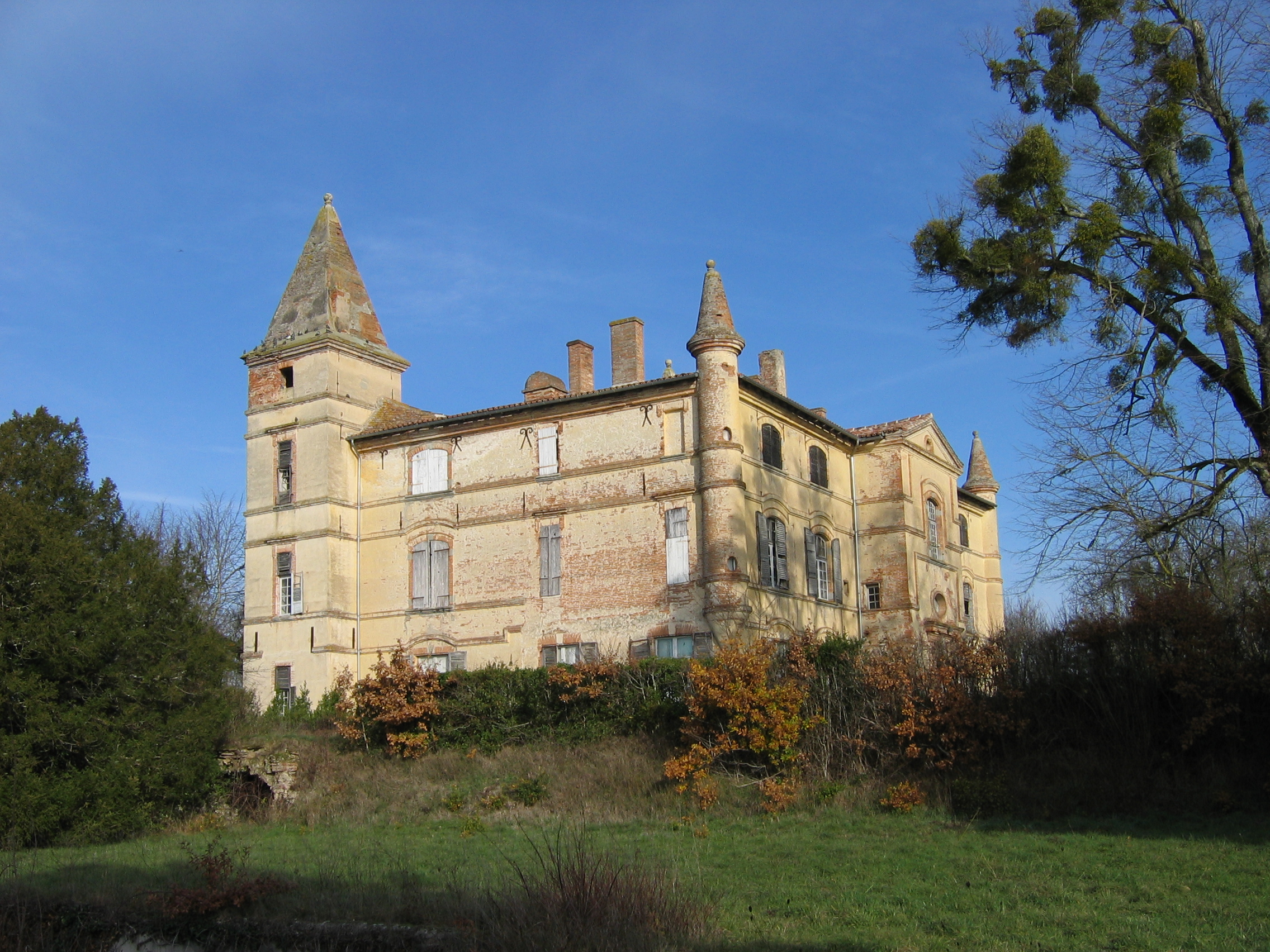
Château de Bonrepos au village de Bonrepos-Riquet, en Haute-Garonne.
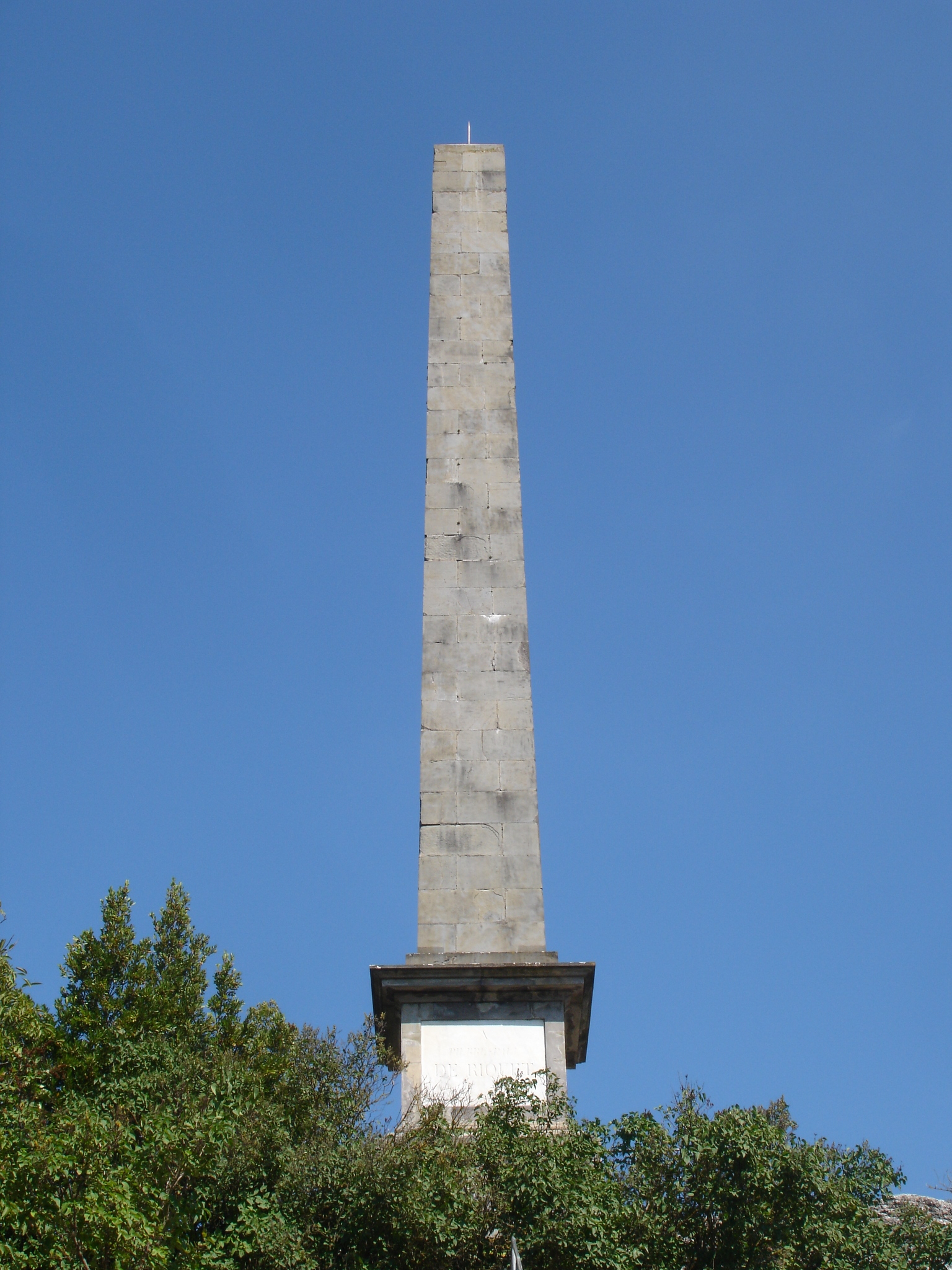
Obélisque de Riquet au seuil de Naurouze.

## Postérité
Sa première maison à Toulouse est encore visible au no 1 de la place Roger-Salengro. On peut flâner dans le parc de son hôtel (disparu) de Frascati, qu'il avait acheté en 1675, qui constitue maintenant la plus grande partie du Jardin des Plantes de Toulouse. Sa statue se trouve en haut des allées Jean-Jaurès, à quelques mètres du canal, tournant le dos à celui-ci. Réalisée par Bernard Griffoul-Dorval au XIXe siècle, elle a retrouvé cette place d'honneur à l'occasion de l'ouverture du métro, le 26 juin 1993. Son buste figure dans la salle des Illustres du Capitole de Toulouse.
Une autre statue, œuvre de David d'Angers, inaugurée en 1838, se trouve au milieu des allées Paul-Riquet à Béziers.
En hommage au créateur du canal du Midi, la rue Riquet est située dans le 19e arrondissement de Paris. Un boulevard, une place, un pont et une rue du même nom se trouvent également dans le quartier Saint-Aubin, à Toulouse.
En 2015, dans le cadre de la fusion des régions Midi-Pyrénées et Languedoc-Roussillon traversées par le canal du Midi, l'académie de Toulouse réalise un clip à destination des élèves dans lequel le personnage de « Double P Riquet », inspiré de Pierre-Paul Riquet, vante les mérites de la nouvelle région. Cependant, le choix de « moderniser » le concepteur du canal en lui donnant le style vestimentaire et langagier supposé des adolescents de 2015, et la faiblesse générale d’argumentation de la vidéo furent vertement critiqués.

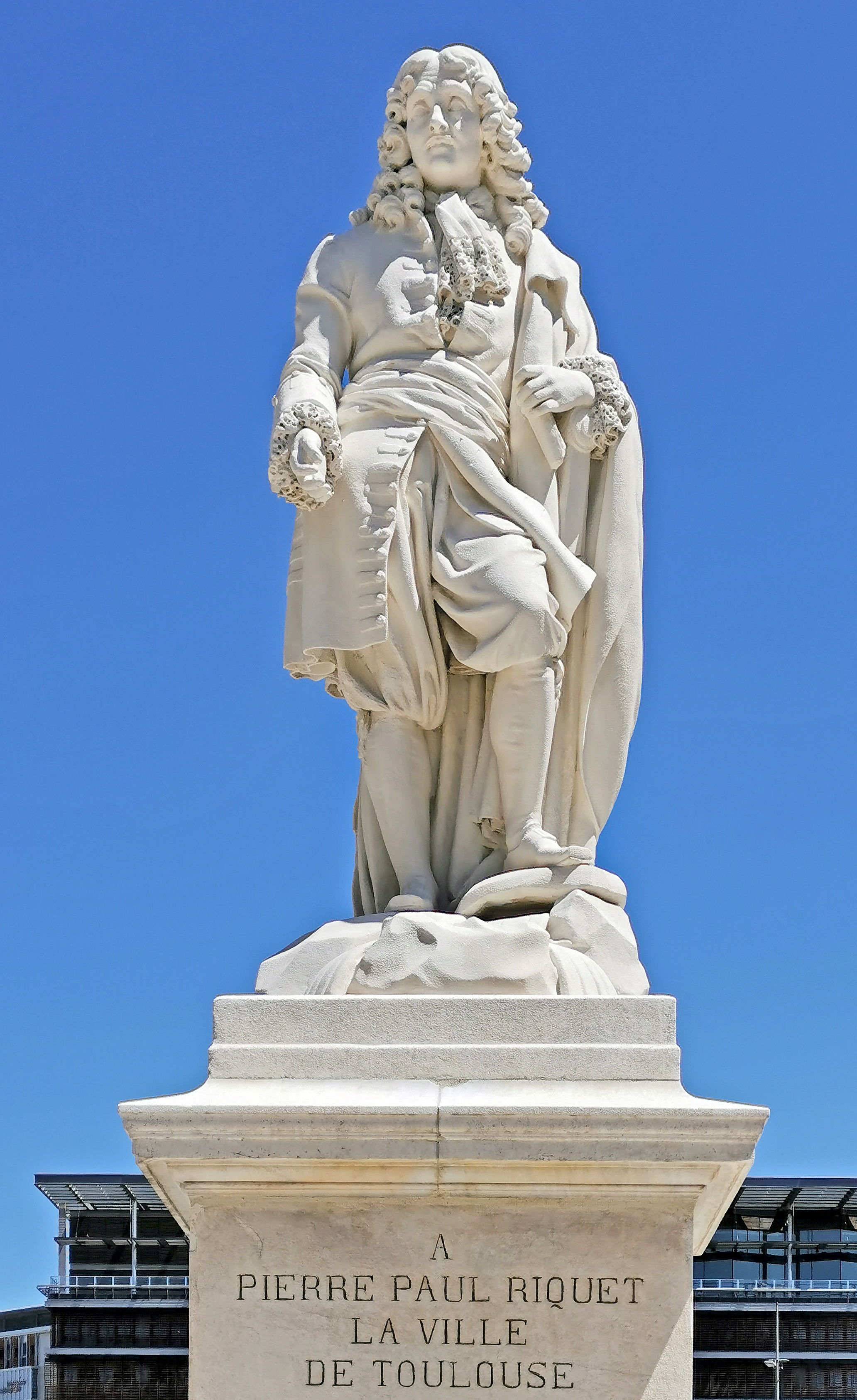
Statue de Pierre-Paul Riquet à Toulouse.
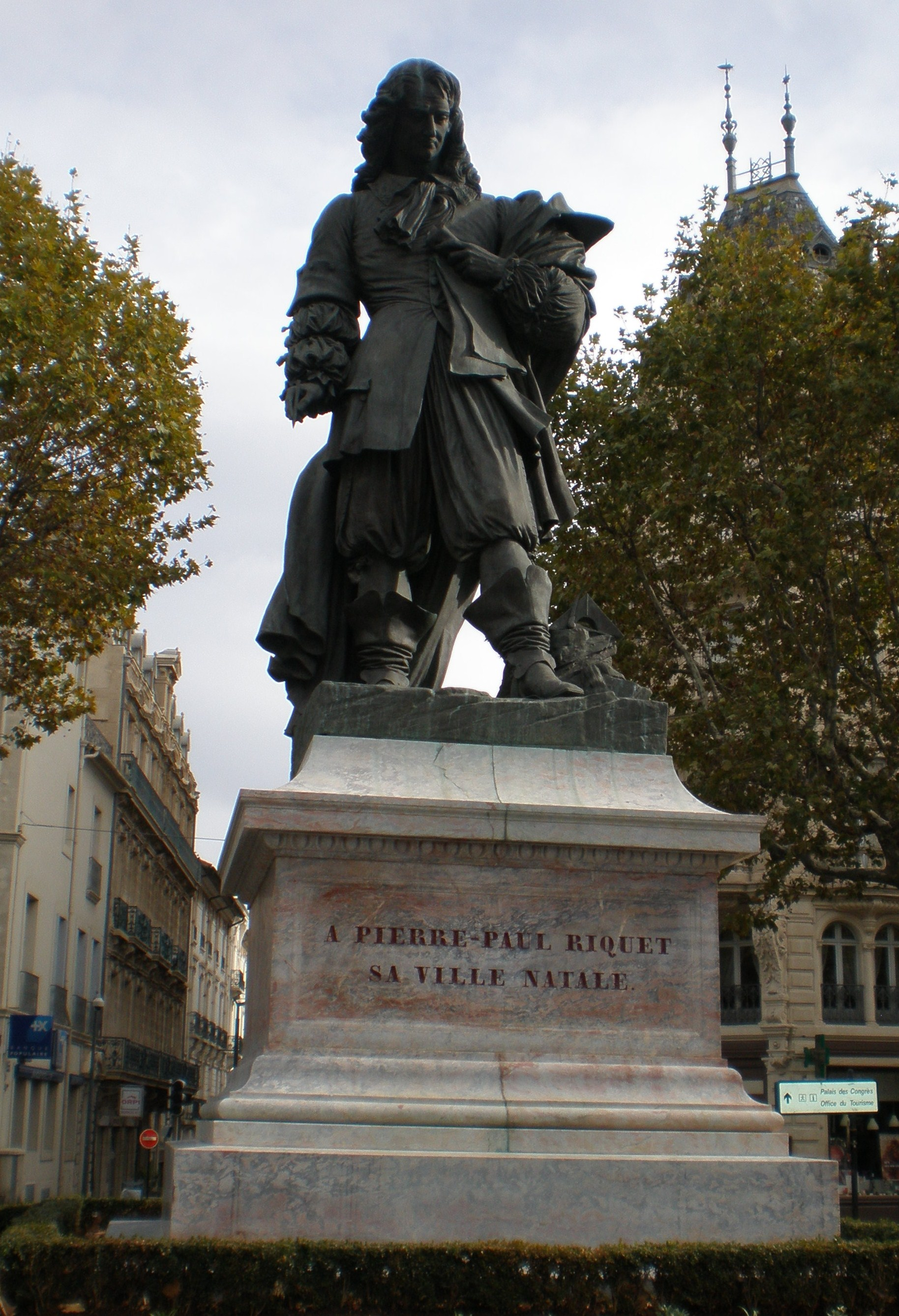
Statue de Pierre-Paul Riquet sur les allées de Béziers.
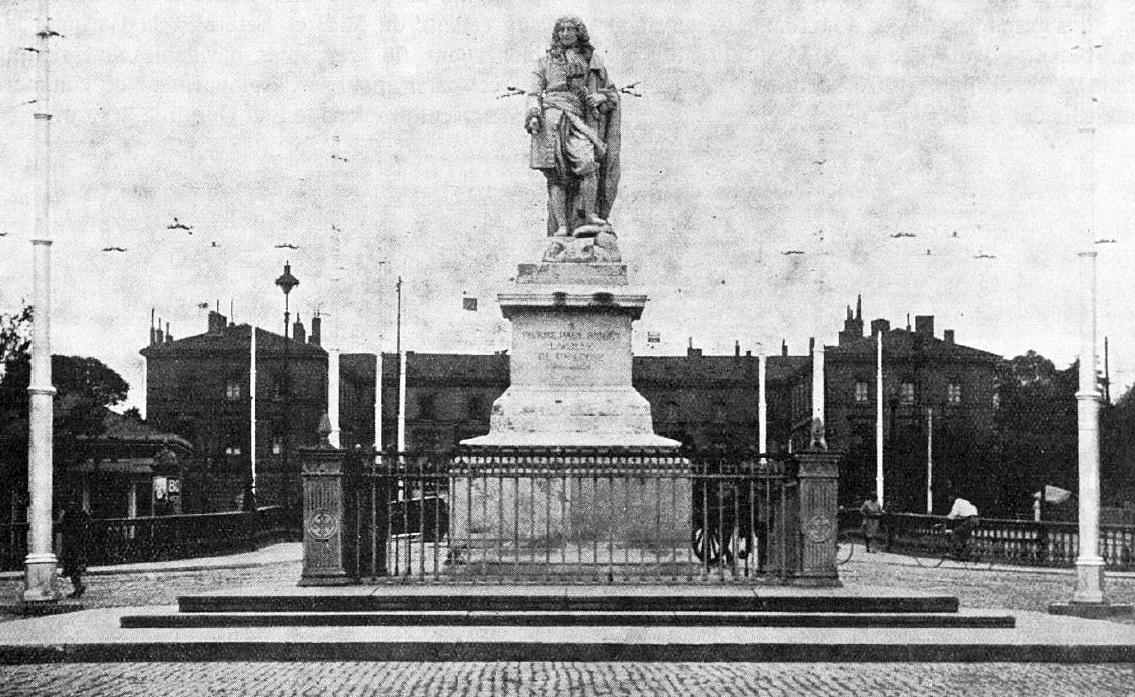
La statue toulousaine par Bernard Griffoul-Dorval.
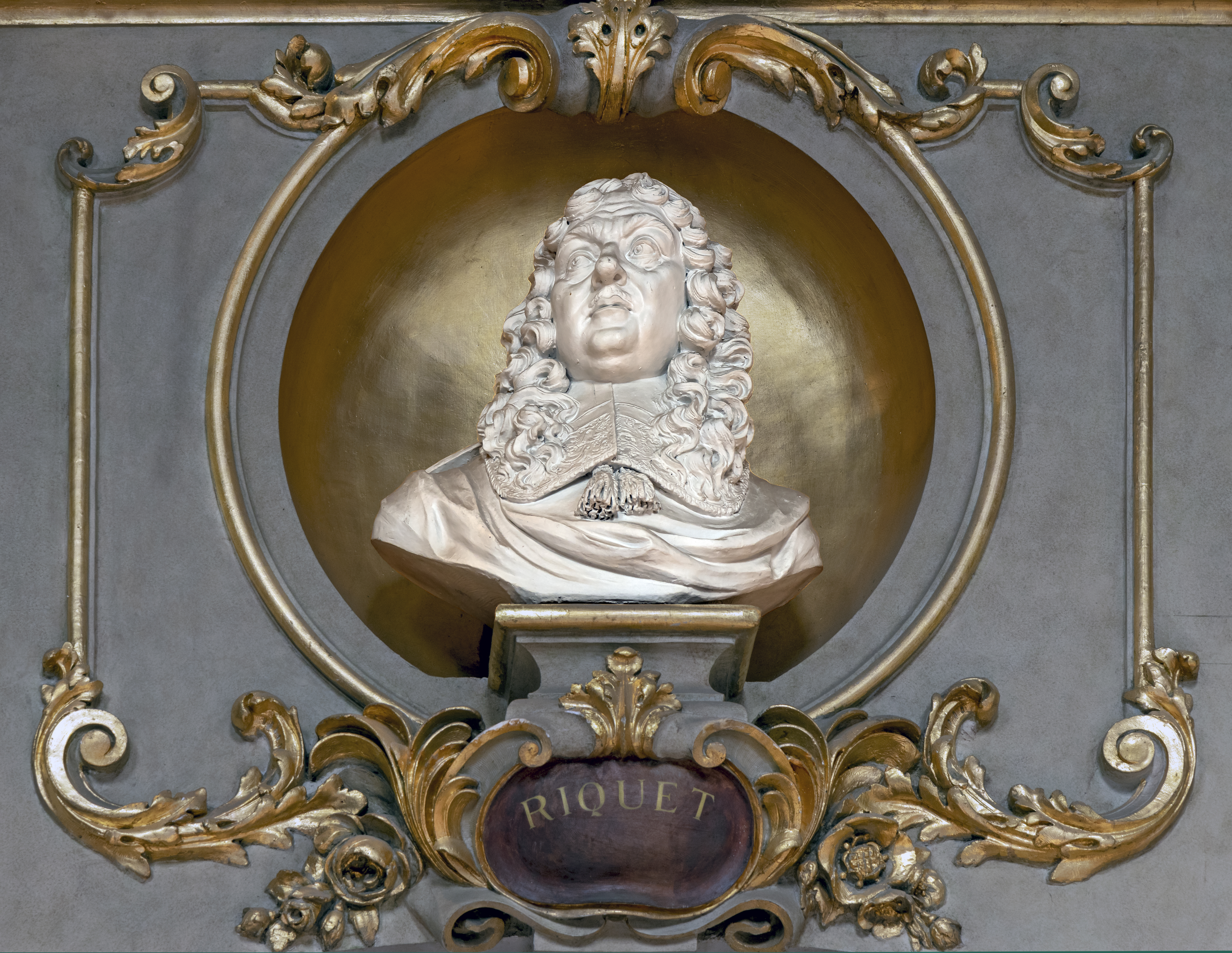
Buste, Salle des Illustres, Capitole de Toulouse.
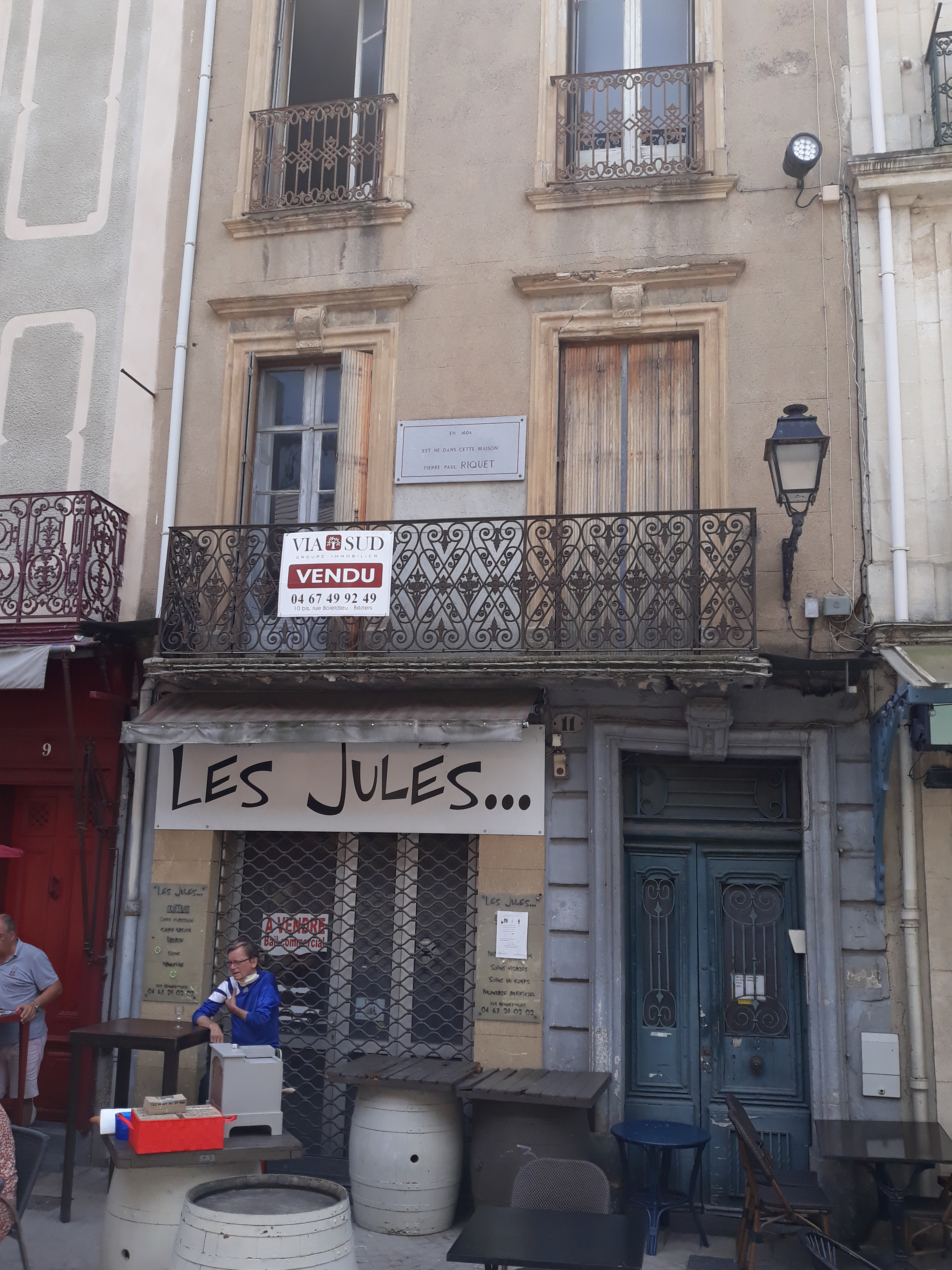
Maison natale à Béziers.
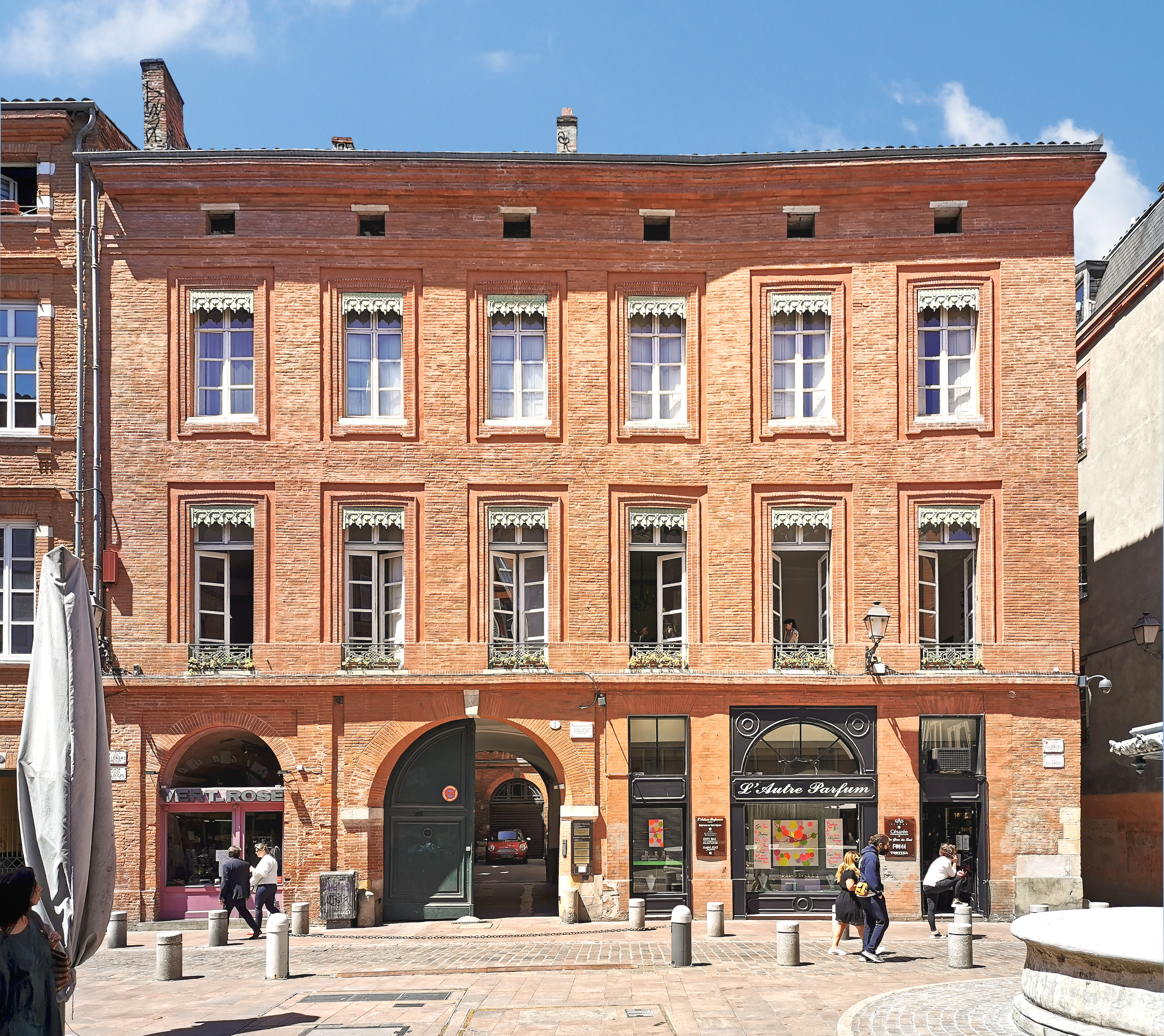
Sa première maison à Toulouse, place Roger-Salengro.